# Pertusaria orarensis
Pertusaria orarensis är en lavart som beskrevs av A. W. Archer & Elix. Pertusaria orarensis ingår i släktet Pertusaria och familjen Pertusariaceae.   Inga underarter finns listade i Catalogue of Life.